# T-Pain
Faheem Rashad Najm, más conocido como T-Pain (Tallahassee, Florida, 30 de septiembre de 1984) es un cantante, compositor, rapero, y productor discográfico estadounidense. 
Previamente fue miembro del grupo de rap Nappy Headz. En 2002 fundó su propio sello, Hard & B., y editó su primer sencillo en agosto de 2005, «I'm Sprung». El 8 de noviembre de 2005 vio luz su disco debut, Rappa Ternt Sanga. Reconocido por usar el efecto Auto-Tune en su canto y fraseos, hasta el 2011 en el cual decidió renunciar a tal efecto. Ha logrado tener muchos éxitos como en la Billboard Hot 100, en el 2008 ganó un premio Grammy junto a Kanye West, con el sencillo "Good Life" y en el 2010 repitió el premio con Jamie Foxx con "Blame It". También tiene su firma discográfica Nappy Boy Entertainment establecida en el 2005. Najm fue criado en un hogar musulmán, pero ha expresado su falta de interés por la religión.
En 2009 colaboró con la cantante pop country Taylor Swift y Jennifer Moller en el sencillo "Thugh Story".
Pretende unirse a Lil Wayne para hacer un dúo como T-Wayne y hacer un álbum de lo mejor de Weezy y Teddy.

## Discografía

### Álbumes
| Año  | Álbum                   | Discográfica                           |
| ---- | ----------------------- | -------------------------------------- |
| 2005 | Rappa Ternt Sanga       | Jive Records/Zomba Recording           |
| 2007 | Epiphany                | Jive Records/Zomba Recording           |
| 2008 | Thr33 Ringz             | Nappy Boy Jive Records/Zomba Recording |
| 2011 | RevolveR                | Nappy Boy, Konvict, RCA                |
| 2016 | Stoicville: The Phoenix | Nappy Boy, Konvict, RCA                |

#### Mixtapes
| Año  | Álbum      | Discográfica           |
| ---- | ---------- | ---------------------- |
| 2008 | Pr33 Ringz | Nappy Boy              |
| 2011 | PrEVOLVEr  | Nappy Boy/Konvict/Jive |
| 2012 | Stoic      | Nappy Boy/Konvict/Jive |

#### Bandas sonoras
| Año  | Álbum                 | Discográfica |
| ---- | --------------------- | ------------ |
| 2010 | Freaknik: The Musical | Jive Records |

### Sencillos
| Año  | Título                                           | Mejor posición en listas | Mejor posición en listas | Mejor posición en listas | Mejor posición en listas | Mejor posición en listas | Mejor posición en listas | Mejor posición en listas | Mejor posición en listas | Mejor posición en listas | Certificaciones                 | Álbum                                         |
| Año  | Título                                           | EE. UU                   | EE. UU R&B               | AUS                      | CAN                      | FRA                      | ALE                      | IRL                      | NZ                       | UK                       | Certificaciones                 | Álbum                                         |
| ---- | ------------------------------------------------ | ------------------------ | ------------------------ | ------------------------ | ------------------------ | ------------------------ | ------------------------ | ------------------------ | ------------------------ | ------------------------ | ------------------------------- | --------------------------------------------- |
| 2005 | "I'm Sprung"                                     | 8                        | 9                        | 37                       | —                        | —                        | —                        | 34                       | 11                       | 30                       |                                 | Rappa Ternt Sanga                             |
| 2005 | "I'm 'n Luv (Wit a Stripper)" (con Mike Jones)   | 5                        | 10                       | 24                       | —                        | —                        | —                        | —                        | 2                        | —                        | - EE. UU: Platino               | Rappa Ternt Sanga                             |
| 2007 | "Buy U a Drank (Shawty Snappin')" (con Yung Joc) | 1                        | 1                        | 18                       | 25                       | —                        | —                        | —                        | 2                        | 112                      | - EE. UU: Platino - NZ: Platino | Epiphany                                      |
| 2007 | "Bartender" (con Akon)                           | 5                        | 9                        | —                        | 46                       | —                        | —                        | —                        | 1                        | 104                      | - EE. UU: Platino - NZ: Platino | Epiphany                                      |
| 2007 | "Church"                                         | —                        | —                        | —                        | —                        | —                        | —                        | 41                       | 7                        | 35                       | - NZ: Oro                       | Epiphany                                      |
| 2008 | "Can't Believe It" (con Lil Wayne)               | 7                        | 2                        | —                        | 70                       | —                        | —                        | —                        | 13                       | 100                      |                                 | Three Ringz                                   |
| 2008 | "Chopped 'n' Skrewed" (con Ludacris)             | 27                       | 3                        | —                        | —                        | —                        | —                        | —                        | 14                       | —                        | - EE.UU: Oro                    | Three Ringz                                   |
| 2008 | "Freeze" (con Chris Brown)                       | 38                       | 39                       | 26                       | 45                       | —                        | —                        | —                        | 23                       | 62                       |                                 | Three Ringz                                   |
| 2011 | "Best Love Song" (con Chris Brown)               | 33                       | —                        | 32                       | —                        | —                        | —                        | —                        | —                        | 40                       | - AUS: Oro                      | RevolveЯ                                      |
| 2011 | "5 O'Clock" (con Wiz Khalifa & Lily Allen)       | 10                       | 9                        | 29                       | 15                       | 90                       | 91                       | —                        | 27                       | 6                        | - AUS: Oro - CAN: Platino       | RevolveЯ                                      |
| 2012 | "Turn All the Lights On" (con Ne-Yo)             | 113                      | —                        | 14                       | 45                       | —                        | 44                       | —                        | 7                        | —                        | - AUS: Platino - NZ: Platino    | RevolveЯ                                      |
| 2013 | "Up Down (Do This All Day)" (con B.o.B)          | 62                       | 15                       | —                        | —                        | —                        | —                        | —                        | —                        | 43                       | - EUA: Platino                  | T-Pain Presents Happy Hour: The Greatest Hits |
| 2014 | "Drankin' Patna"                                 | —                        | —                        | —                        | —                        | —                        | —                        | —                        | —                        | —                        |                                 | T-Pain Presents Happy Hour: The Greatest Hits |
| 2015 | "Make That Shit Work" (con Juicy J)              | —                        | —                        | —                        | —                        | —                        | —                        | —                        | —                        | —                        |                                 | Sencillos sin álbum                           |
| 2015 | "Roof on Fye"                                    | —                        | —                        | —                        | —                        | —                        | —                        | —                        | —                        | —                        |                                 | Sencillos sin álbum                           |

### Colaborando con otros artistas
| Año  | Título                                                                                | Mejor posición en listas | Mejor posición en listas | Mejor posición en listas | Mejor posición en listas | Mejor posición en listas | Mejor posición en listas | Mejor posición en listas | Mejor posición en listas | Mejor posición en listas | Mejor posición en listas | Certificaciones                                                                     | Álbum                           |
| Año  | Título                                                                                | EUA                      | EE.UU R&B                | EE.UU Rap                | AUS                      | CAN                      | ALE                      | NZ                       | SUE                      | SUI                      | UK                       | Certificaciones                                                                     | Álbum                           |
| ---- | ------------------------------------------------------------------------------------- | ------------------------ | ------------------------ | ------------------------ | ------------------------ | ------------------------ | ------------------------ | ------------------------ | ------------------------ | ------------------------ | ------------------------ | ----------------------------------------------------------------------------------- | ------------------------------- |
| 2006 | "Send Me an Email" (J-Shin con T-Pain)                                                | —                        | 98                       | —                        | —                        | —                        | —                        | —                        | —                        | —                        | —                        |                                                                                     | Sencillo sin álbum              |
| 2006 | "U and Dat" (E-40 con T-Pain & Kandi Girl)                                            | 13                       | 8                        | 4                        | —                        | —                        | —                        | —                        | —                        | —                        | 196                      | - EUA: Oro                                                                          | My Ghetto Report Card           |
| 2007 | "I'm a Flirt" (R. Kelly con T.I. & T-Pain)                                            | 12                       | 2                        | 1                        | —                        | —                        | 55                       | 20                       | —                        | 70                       | 18                       |                                                                                     | Double Up                       |
| 2007 | "I'm So Hood" (DJ Khaled con T-Pain, Trick Daddy, Rick Ross & Plies)                  | 19                       | 9                        | 5                        | —                        | —                        | —                        | —                        | —                        | —                        | —                        | - EUA: Oro                                                                          | We the Best                     |
| 2007 | "Shawty" (Plies con T-Pain)                                                           | 9                        | 2                        | 1                        | —                        | —                        | —                        | 10                       | —                        | —                        | —                        | - EE.UU: Oro                                                                        | The Real Testament              |
| 2007 | "Cyclone" (Baby Bash con T-Pain)                                                      | 7                        | 70                       | 6                        | —                        | 41                       | —                        | —                        | —                        | —                        | —                        | - EUA: 2× Platino                                                                   | Cyclone                         |
| 2007 | "Baby Don't Go" (Fabolous con Jermaine Dupri & T-Pain)                                | 23                       | 23                       | 4                        | —                        | —                        | —                        | —                        | —                        | —                        | —                        |                                                                                     | From Nothin' to Somethin'       |
| 2007 | "Migrate" (Mariah Carey con T-Pain)                                                   | 92                       | 95                       | —                        | —                        | —                        | —                        | —                        | —                        | —                        | —                        |                                                                                     | E=MC²                           |
| 2007 | "Kiss Kiss" (Chris Brown con T-Pain)                                                  | 1                        | 2                        | —                        | 8                        | 6                        | —                        | 1                        | 58                       | 69                       | 38                       | - EUA: 2× Platino - AUS: Platino - NZ: 2× Platino                                   | Exclusive                       |
| 2007 | "Good Life" (Kanye West con T-Pain)                                                   | 7                        | 3                        | 1                        | 21                       | 23                       | 78                       | 11                       | —                        | —                        | 23                       | - EE.UU: Platino                                                                    | Graduation                      |
| 2007 | "Low" (Flo Rida con T-Pain)                                                           | 1                        | 9                        | 1                        | 1                        | 1                        | 13                       | 1                        | 17                       | 13                       | 2                        | - EE.UU: 6× Platino - AUS: 3× Platino - ALE: Oro - CAN: 3× Platino - NZ: 2× Platino | Mail on Sunday                  |
| 2008 | "Shawty Get Loose" (Lil Mama con Chris Brown & T-Pain)                                | 10                       | 43                       | 13                       | 41                       | 38                       | —                        | 3                        | —                        | —                        | 57                       | - NZ: Oro                                                                           | VYP (Voice of the Young People) |
| 2008 | "Got Money" (Lil Wayne con T-Pain)                                                    | 10                       | 7                        | 2                        | —                        | 30                       | 67                       | —                        | —                        | —                        | 184                      | - EUA: 2× Platino                                                                   | Tha Carter III                  |
| 2009 | "Blame It" (Jamie Foxx con T-Pain)                                                    | 2                        | 1                        | —                        | 83                       | 7                        | —                        | 29                       | —                        | —                        | 123                      |                                                                                     | Intuition                       |
| 2009 | "I'm on a Boat" (The Lonely Island con T-Pain)                                        | 56                       | —                        | —                        | 14                       | 62                       | —                        | 9                        | —                        | —                        | 199                      | - EUA: Platino - AUS: Oro - CAN: Oro - NZ: Oro                                      | Incredibad                      |
| 2009 | "Feel It" (DJ Felli Fel con T-Pain, Sean Paul, Flo Rida & Pitbull)                    | —                        | —                        | 23                       | —                        | —                        | —                        | —                        | —                        | —                        | —                        |                                                                                     | Go DJ!                          |
| 2009 | "All the Above" (Maino con T-Pain)                                                    | 39                       | 59                       | 10                       | —                        | —                        | —                        | —                        | —                        | —                        | —                        | - EUA: Platino                                                                      | If Tomorrow Comes...            |
| 2009 | "Body Language" (Jesse McCartney con T-Pain)                                          | 35                       | —                        | —                        | —                        | 78                       | —                        | —                        | —                        | —                        | —                        |                                                                                     | Departure: Recharged            |
| 2009 | "Imagínate" (Wisin & Yandel con T-Pain)                                               | —                        | —                        | —                        | —                        | —                        | —                        | —                        | —                        | —                        | —                        |                                                                                     | La Revolución                   |
| 2010 | "All I Do Is Win" (DJ Khaled con T-Pain, Ludacris, Rick Ross & Snoop Dogg)            | 24                       | 8                        | 6                        | —                        | 69                       | —                        | —                        | —                        | —                        | —                        | - EUA: 2× Platino - CAN: Oro                                                        | Victory                         |
| 2010 | "My Own Step" (Roscoe Dash con T-Pain & Fabo)                                         | —                        | 89                       | —                        | —                        | —                        | —                        | —                        | —                        | —                        | —                        |                                                                                     | Banda sonora de Step Up 3D      |
| 2010 | "Hey Baby (Drop It to the Floor)" (Pitbull con T-Pain)                                | 7                        | 115                      | 8                        | 10                       | 10                       | 24                       | 23                       | 17                       | 21                       | 38                       | - AUS: 2× Platino - CAN: 3× Platino - SUE: 3× Platino - SUI: Oro - NZ: Oro          | Planet Pit                      |
| 2010 | "No Dejemos Que se Apague" (Wisin & Yandel con T-Pain & 50 Cent)                      | —                        | —                        | —                        | —                        | —                        | —                        | —                        | —                        | —                        | —                        |                                                                                     | Los vaqueros: El regreso        |
| 2011 | "Boom" (Snoop Dogg con T-Pain)                                                        | 76                       | 104                      | —                        | 40                       | —                        | —                        | —                        | —                        | —                        | 56                       |                                                                                     | Doggumentary                    |
| 2011 | "Electroman" (Benny Benassi con T-Pain)                                               | —                        | —                        | —                        | —                        | —                        | —                        | —                        | —                        | —                        | —                        |                                                                                     | Electroman                      |
| 2011 | "Shake Señora" (Pitbull con T-Pain, Sean Paul & Ludacris)                             | 69                       | —                        | —                        | —                        | 33                       | —                        | 40                       | —                        | —                        | —                        |                                                                                     | Planet Pit                      |
| 2012 | "Bag of Money" (Wale con Meek Mill, Rick Ross & T-Pain)                               | 64                       | 2                        | 3                        | —                        | —                        | —                        | —                        | —                        | —                        | —                        |                                                                                     | Self Made Vol. 2                |
| 2012 | "Algo Me Gusta de Ti (Something About You)" (Wisin & Yandel con Chris Brown & T-Pain) | 110                      | —                        | —                        | —                        | —                        | —                        | —                        | —                        | —                        | —                        |                                                                                     | Líderes                         |
| 2016 | "Thing Now" (con TryBishop)                                                           | —                        | —                        | —                        | —                        | —                        | —                        | —                        | —                        | —                        | —                        |                                                                                     |                                 |

### Otras colaboraciones
- 2007: Birdman & Lil Wayne con Rick Ross & T-Pain – "Know What I'm Doin"
- 2007: Blak Jak con T-Pain – "Ball Out ($500)"
- 2007: Bow Wow con T-Pain & Johntá Austin – "Outta My System"
- 2007: Dolla con T-Pain & Tay Dizm – "Who the Fuck Is That?"
- 2008: Rick Ross con T-Pain – "The Boss"
- 2008: 2 Pistols con T-Pain & Tay Dizm – "She Got It"
- 2008: Akon con T-Pain – "I Can't Wait"
- 2008: Akon con T-Pain – "Holla Holla"
- 2008: Charlie Wilson con T-Pain & Jamie Foxx – "Supa Sexy"
- 2008: Ace Hood con T-Pain & Rick Ross – "Cash Flow"
- 2008: Mike Jones con T-Pain, or Trey Songz, Lil Wayne & Twista – "Cuddy Buddy"
- 2008: Lil Mama con T-Pain – "What It Is (Strike a Pose)"
- 2008: Tay Dizm con T-Pain & Rick Ross – "Beam Me Up"
- 2008: Ciara con T-Pain – "Go Girl"
- 2008: DJ Khaled con Kanye West & T-Pain – "Go Hard"
- 2008: Ludacris con T-Pain – "One More Drink"
- 2008: Ruslana con T-Pain – "Moon of Dreams"
- 2009: Busta Rhymes con T-Pain – "Hustler's Anthem '09"
- 2009: Twank Star con T-Pain – "Everybody Else"
- 2009: Lil' Kim con T-Pain & Charlie Wilson – "Download"
- 2009: Glasses Malone con T-Pain, Rick Ross & Birdman – "Sun Come Up"
- 2009: Ace Hood con Akon & T-Pain – "Overtime"
- 2009: Rick Ross con Kanye West, T-Pain & Lil Wayne – "Maybach Music 2"
- 2009: C-Ride con T-Pain – "Money Round Here"
- 2010: Detail con Lil Wayne, T-Pain & Travie McCoy – "Tattoo Girl (Foreva)"
- 2010: Bun B con T-Pain – "Trillionaire"
- 2010: Nelly con T-Pain & Akon – "Move That Body"
- 2011: DJ Khaled con T-Pain, Rick Ross, Plies & Lil Wayne – "Welcome to My Hood"
- 2011: J. Randall con T-Pain – "Can't Sleep"
- 2011: Birdman con T-Pain, Mack Maine & Lil Wayne – "I Get Money"
- 2011: Cody Simpson con T-Pain – "So Listen"
- 2011: Ne-Yo con Trey Songz & T-Pain – "The Way You Move"
- 2012: Bow Wow con T-Pain – "Better"
- 2012: Melanie Fiona con T-Pain – "6 AM"
- 2012: Tyga con T-Pain – "Celebration"
- 2012: Heidi Anne con T-Pain, Lil Wayne, Rick Ross & Glasses Malone – "When the Sun Comes Up"
- 2012: Elle Varner con Kirko Bangz & T-Pain – "Refill" (Remix)
- 2012: Heidi Anne con T-Pain, Lil Wayne, Rick Ross and Glasses Malone – "When the Sun Comes Up"
- 2012: Bei Maejor con Wale, Trey Songz, T-Pain, J. Cole and DJ Bay Bay – "Trouble" (Remix)
- 2012: Elle Varner con Kirko Bangz and T-Pain – "Refill" (Remix)
- 2013: DJ Kay Slay con Fabolous, T-Pain, Rick Ross, Nelly & French Montana – "About That Life"
- 2013: Sergey Lazarev con T-Pain – "Cure the Thunder"
- 2013: The Lonely Island con T-Pain – "I F*cked My Aunt"
- 2013: 2face Idibia con T-Pain – "Rainbow" (Remix)
- 2014: Arash con T-Pain – "Sex Love Rock N Roll (SLR)"
- 2014: Jacob Latimore con T-Pain – "Heartbreak Heard Around the World"
- 2014: E-40 con T-Pain, Kid Ink and B.o.B – "Red Cup"
- 2015: Lil Jon con T-Pain, Problem and Snoop Dogg – "My Cutie Pie"